# Arzu (Vorname)
Arzu ist ein türkischer weiblicher Vorname persischer Herkunft mit der Bedeutung „Der Wunsch“. Der Name kommt auch in Aserbaidschan als überwiegend weiblicher Vorname vor.

## Namensträgerinnen
- Arzu Abdullayeva (* 1970), aserbaidschanische Friedens- und Menschenrechtsaktivistin
- Arzu Bazman (* 1977), deutsche Schauspielerin und Model
- Arzu Sema Canbul (* 1973), türkische Fußballspielerin
- Arzu Coruh (* 1988), deutsche Schauspielerin
- Arzu Ece (* 1963), türkische Sängerin
- Arzu Ermen (* 1968), deutsche Schauspielerin
- Arzu Karabulut (* 1991), deutsch-türkische Fußballspielerin
- Arzu Özmen (1993–2011), deutsch-kurdische Jesidin und Opfer eines „Ehrenmordes“
- Arzu Şahin (* 1978), türkische Sängerin
- Arzu Toker (* 1952), türkisch-deutsche Schriftstellerin und Journalistin